# کورین مرشان
کورین مَرشان (فرانسوی: Corinne Marchand‎؛ زادهٔ ۴ دسامبر ۱۹۳۷) یک هنرپیشه اهل فرانسه است. 
از فیلم‌ها یا برنامه‌های تلویزیونی که وی در آن نقش داشته است می‌توان به ژی‌ژی، بورسالینو، کلئو از ۵ تا ۷ و سفرهای من و عمه‌ام اشاره کرد.